# 彭德爾頓縣 (肯塔基州)
彭德爾頓縣（英語：Pendleton County）是位於美國肯塔基州北部的一個縣，東北隔俄亥俄河與俄亥俄州相望。面積730平方公里。根據美國2000年人口普查，共有人口14,390人。縣治法爾茅斯。
成立於1798年12月13日。縣名紀念曾任美國獨立戰爭時期維吉尼亞州政治家、律師、法官愛德蒙·彭德爾頓（Edmund Pendleton）。